# أوبرا هامبورغ الحكومية
أوبرا هامبورغ الحكومية (بالألمانية: Staatsoper Hamburg) هي شركة أوبرا ألمانية مقرها في هامبورغ. يقع مسرحها بالقرب من ميدان Gänsemarkt.
تُعدّ واحدة من أشهر الأوبرات في العالم. يعود تاريخها إلى أكثر من 300 عام.

## تاريخ
من عام 1891 إلى أبريل 1897، خلف غوستاف مالر هانز فون بولوف في إدارة الأوبرا. في القرن العشرين، تم إشراك العديد من رؤساء الأوركسترا المشهورين لضمان الجودة العالية في الأداء، مثل: ماريك يانوفسكي، هانز زندر، جيرد ألبرشت، وغيرهم.
في عام 2005، أصبحت الأسترالية بيترو يونغ المديرة العام للأوبرا، وخلفها كينت ناغانو (Kent Nagano) في عام 2015.